# Гаврилково (Сергиево-Посадский район)
Гаврилково — деревня в Сергиево-Посадском районе Московской области России, входит в состав городского поселения Хотьково.

## Население
| 1859 | 1890 | 1899 | 1926 | 2002 | 2006 | 2010 |
| ---- | ---- | ---- | ---- | ---- | ---- | ---- |
| 118  | ↘105 | ↘46  | ↗166 | ↘41  | ↗43  | ↘41  |

## География
Деревня Гаврилково расположена на севере Московской области, в юго-западной части Сергиево-Посадского района, примерно в 47 км к северу от Московской кольцевой автодороги, в 8 км к западу от железнодорожной станции Сергиев Посад.
В 8 км юго-восточнее деревни проходит Ярославское шоссе М8, в 18 км к югу — Московское малое кольцо А107, в 12 км к северу — Московское большое кольцо А108, в 31 км к западу — Дмитровское шоссе А104. В 2 км юго-восточнее — линия Ярославского направления Московской железной дороги.
К деревне приписано садоводческое товарищество (СНТ). Ближайшие сельские населённые пункты — посёлок ОРГРЭС, деревни Машино, Новоподушкино и Подушкино; ближайшая железнодорожная станция — Хотьково.

## История
В «Списке населённых мест» 1862 года — владельческая деревня 1-го стана Дмитровского уезда Московской губернии по левую сторону Дмитровского тракта (из Сергиевского посада в Дмитров), в 32 верстах от уездного города и 11 верстах от становой квартиры, при прудах, с 12 дворами и 118 жителями (58 мужчин, 60 женщин).
По данным на 1890 год — деревня Митинской волости 1-го стана Дмитровского уезда с 105 жителями.
В 1913 году — 25 дворов.
По материалам Всесоюзной переписи населения 1926 года — деревня Золотиловского сельсовета Хотьковской волости Сергиевского уезда Московской губернии в 5,3 км от Ярославского шоссе и 3,2 км от станции Хотьково Северной железной дороги, проживало 166 жителей (75 мужчин, 91 женщина), насчитывалось 28 крестьянских хозяйств.
С 1929 года — населённый пункт Московской области в составе:
- Горбуновского сельсовета Сергиевского района (1929—1930)[14],
- Горбуновский сельсовета Загорского района (1930—1954)[15][16],
- Митинского сельсовета Загорского района (1954—1963, 1965—1991)[17][18],
- Митинского сельсовета Мытищинского укрупнённого сельского района (1963—1965)[17],
- Митинского сельсовета Сергиево-Посадского района (1991—1994)[18],
- Митинского сельского округа Сергиево-Посадского района (1994—2006)[19],
- городского поселения Хотьково Сергиево-Посадского района (2006 — н. в.)[20][21].